# Mariano II de Torres
Mariano II de Torres (... –  fin 1232) fut Juge de Logudoro de 1218 à 1232 et Juge de Gallura de 1216 à 1218 et prétendant au Judicat d'Arborée (1228-1232).

## Origine
Mariano de Lacon Gunale Juge du Logudoro est le fils du Juge Comita de Torres il apparait pour la première fois dans la documentation le 2 juillet 1204, date à laquelle il est mentionné dans une correspondance du pape Innocent III à l'archevêque de Torres par laquelle le pontife s'inquiète du problème de la consanguinité entre Comita et son épouse dont sont nés plusieurs enfants parmi lesquels Mariano II déjà associé au trône à cette époque. Cette action est vraisemblablement destinée à préparer le second mariage de Comita avec Agnès de Saluces.
Mariano II est encore cité dans un document du  1er juillet 1210 où figure aussi le nom de son père Comita et de son épouse Agnese (de Saluces ?). Cet acte est relatif à la donation à l'ermitage de San Salvatore des camaldules de deux églises: Santa-Maria et Santa-Giusta de Orria Pichinna, par Maria de Thori, tante du Juge Comita. Un 3e document le concernant est daté de 1216 il s'agit d'un acte de confirmation d'un pacte antérieur conclu avec les génois. Il est cosigné par Comita de Torres et Mariano II d'une part et les Consuls de la république de Gênes d'autre part qui établit l'obligation d'une aide réciproque contre la république de Pise et il consent aux génois l'extraction et le commerce du sel.

## Règne
Dans une lettre de 1218 le Pape Honorius III  exhorte les milanais à porter secours à son  « dilecto filio nobili viro Mariano iudici Turritano » contre les Pisans et particulièrement contre la famille Visconti. elle atteste qu'à cette époque Comita était déjà mort et que Mariano lui avait succédé dans le gouvernement du Judicat.
Le conflit avec les Visconti se solde sans doute par une défaite car Mariano II préfère négocier avec eux un accord politique le 18 septembre 1219 dans lequel il renonce à toute ingérence dans les Judicats  de Cagliari et de Gallura « pro bono pacis totius Sardiniae ». Il accorde de plus en mariage sa propre fille Adelasia de Torres à Ubaldo Visconti, le fils de son adversaire Lamberto Visconti di Eldizio, Juge de Gallura et époux de Benedtta de Massa, Juge de Cagliari. L’accord ne fut toutefois guère durable car le 7 septembre 1224 Mariano II conclut un nouveau pacte d'alliance avec la république de Gênes  et il s'engage à protéger les génois du château de Bonifacio en Corse et s'engage aussi au versement d'un tribut et à l'exonération de taxes douanières les commerçants génois. Dans ce document il prend un intitulé inédit puisqu'il se proclame  « Marianus Dei gratia iudex turritanus et Arborensis»  c'est-à-dire Juge par la grâce de Dieu de Torres et d'Arborée, titre dont dix années plus tard se prévaut encore son fils  Barisone III. Du reste deux documents de Bonarcado confirment bien  qu'il occupe bien la charge de Juge d'Arborée en 1229.
Dans un acte du 17 novembre 1220, il évoque sa vœu d'effectuer un  pèlerinage au Saint-Sépulcre. Il semble comme son père Comita l'a fait en son temps il substitue à son vœu la promesse de l'envoi de 100 soldats ou de payer 100.000 marabotins. En septembre 1221, il envoie à l'évêque de Sorres une offre de paiement de sa dette et de celle de son père, et demande à en négocier les termes par l'intermédiaire du cardinal Ugolin d'Ostien offrant un montant supplémentaire de 30 000 marabotins, en plus des 100 000 dus par son père.

## Postérité
Mariano II meurt entre la fin de 1232 et le tout début de 1233; car dans un document daté du 24 janvier 1233 son unique descendant male par Agnese de Massa fille de Guillaume de Massa: Barisone III de Torres,  âgé de douze ans qui est Juge de Torres. Il sera assassiné trois ans plus tard et laisse la Judicat à sa sœur Adelasia de Torres. Son autre sœur Benedetta épouse un comte d'Ampurias

## Sources
- (en) Site Medieval Lands : Judges of Torres (Sardinia)
- (en) Site de I. Mladjov Medieval Sardinia (Sardegna).
- (it) article de Barbara Fois  Mariano di Lacon-Gunale dans enciclopedia italiana Treccani consulté le 9 juin 2014.